# Бреннерська залізниця
Бреннерська залізниця (нім. Brennerbahn; італ. Ferrovia del Brennero) — гірська залізнична лінія між Австрією та Італією, що сполуча́є міста Інсбрук в Австрії та Верону в Італії. Маршрут проходить через долину Віпталь, перетинає Бреннерський перевал  і спускається через долину Ізарко до Больцано, потім далі в долину Адідже до Роверто, а вздовж ділянки долини Ізарко «Адідже» до Верони. Ця залізнична лінія є частиною лінії 1 транс'європейської транспортної мережі (TEN-T). Громадська залізниця Ferrovie dello Stato (FS)1 вважає її «фундаментальною».

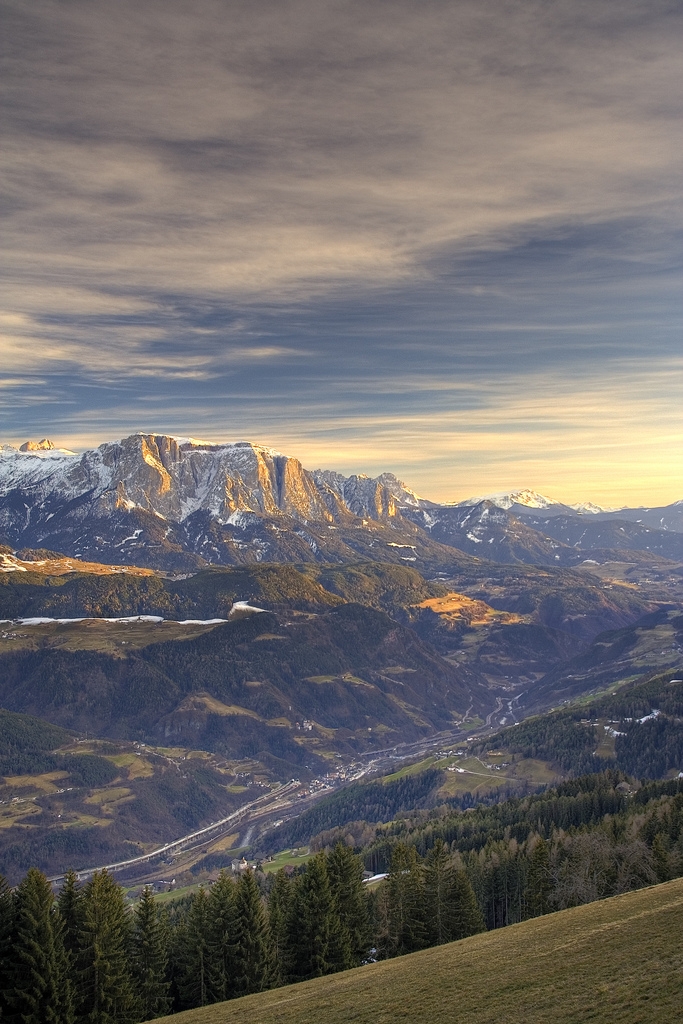
Долина Ізарко

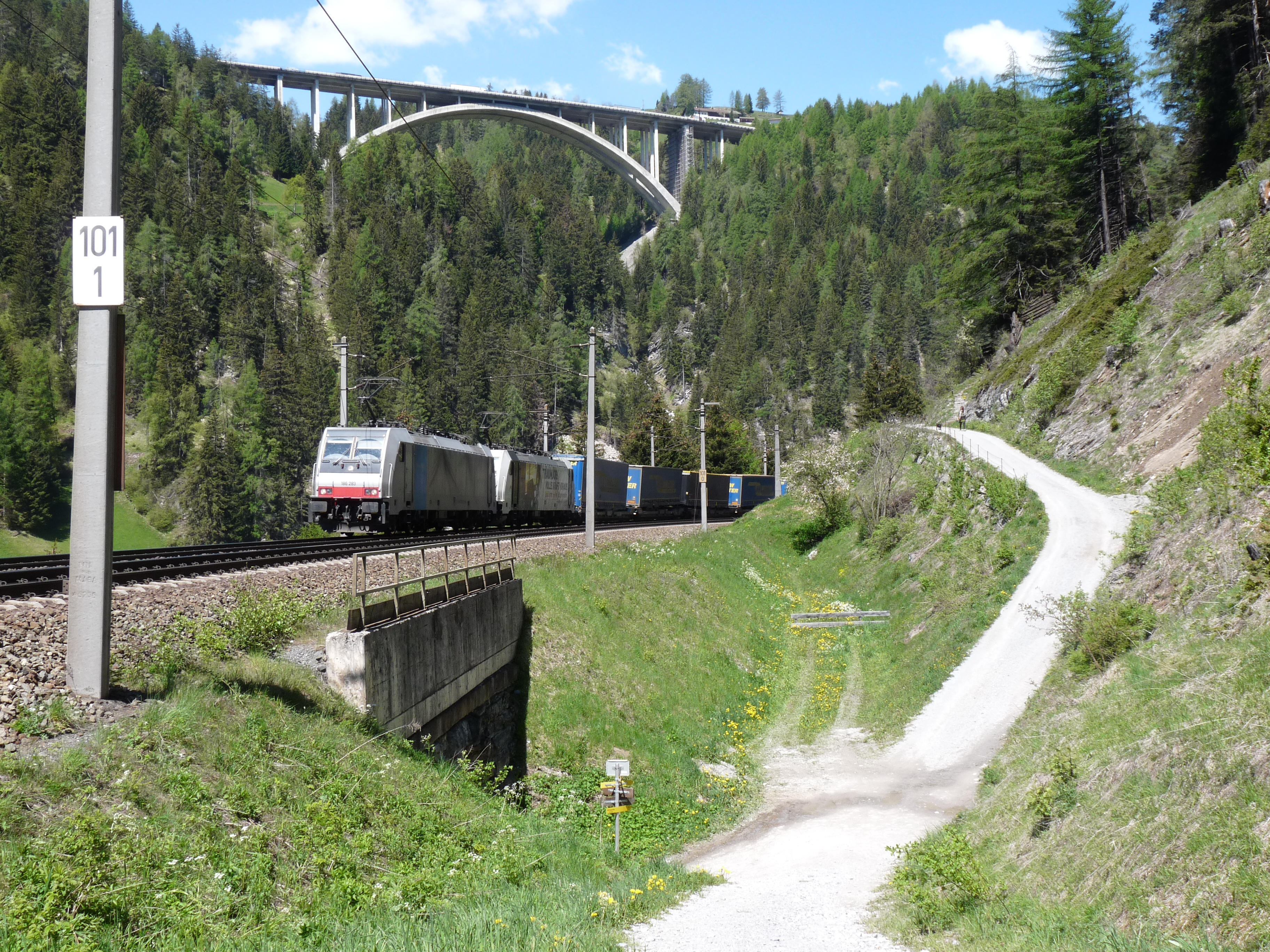
Бреннерська залізниця біля Штайнаху

## Історія
Інтереси Австро-Угорщини на цій території зумовили будівництво в середині ХІХ століття залізничної колії, яка мала з’єднати Австрію з Венецією. Швидке транспортне сполучення мало велике стратегічне значення, як військове, так і економічне. Будівництво під керівництвом інженера Карла фон Етцеля почалося на італійській стороні від Верони до Больцано і було завершене ще в 1859 році. Війна за незалежність Італії сповільнила будівництво лінії, але будівництво було завершене 24 серпня 1867 року. 
Зі зміщенням кордону в 1861 році частина колії перейшла під управління Італії, після Першої світової війни кордон між Австрією та Італією перемістився до Бреннерського перевалу. Це призвело до поділу траси між двома країнами. Лінія була електрифікована між 1929 і 1934 роками. Після 1994 року були завершені роботи над новим Бреннерським тунелем довжиною 12,75 км, який є частиною нової ділянки, що спрямовує вантажний рух за межі Інсбрука.
Нові ділянки, що прискорюють транспорт, були також побудовані в Італії, зокрема тунелі Шлерн (13 159 м, 1994 рік), Флерес (7 267 м, 1999 рік) і Чераїно  (3 939 м, 1998 рік).